# Gynoplistia flindersi
Gynoplistia flindersi là một loài ruồi trong họ Limoniidae. Chúng phân bố ở miền Australasia.